# Makak brodaty
Makak brodaty (Macaca assamensis) – gatunek ssaka naczelnego z podrodziny koczkodanów (Cercopithecinae) w obrębie rodziny koczkodanowatych (Cercopithecidae). 

## Taksonomia
Gatunek po raz pierwszy zgodnie z zasadami nazewnictwa binominalnego opisał w 1839 roku brytyjski lekarz i przyrodnik John McClelland nadając mu nazwę Macacus assamensis. Miejsce typowe to Asam, w Indiach (ang. Inhabits the Cossiah Mountains and valley of Assam). Holotyp to wypchana skóra z czaszką ze zbiorów dawnego Muzeum Zoologicznym Kompanii Wschodnioindyjskiej w Londynie, obecnie najprawdopodobniej utracony, zebrany przez autora opisu pomiędzy wrześniem 1835 roku i lutym 1837 roku. Podgatunek formalnie opisał 1840 roku angielski etnolog i przyrodnik Brian Houghton Hodgson jako odrębny gatunek i nadając mu nazwę Macacus (Pithex) pelops. Miejsce typowe to północny, pagórkowaty rejon Nepalu. Holotyp to skóra i uszkodzona czaszka młodocianego samca (sygnatura BMNH Mammals 1843.1.12.4) ze zbiorów Muzeum Historii Naturalnej w Londynie; okaz zebrał okresie lat 1834–1840 autor opisu.
M. assamensis należy do grupy gatunkowej sinica. Rozpoznywane podgatunki wyraźnie różnią się względną długością ogona u dorosłych samców. Populacja różniąca się ogólnym kształtem ciała i kolorem została zidentyfikowana w Nepalu i może reprezentować nowy podgatunek. 
Autorzy Illustrated Checklist of the Mammals of the World rozpoznają dwa podgatunki.

### Etymologia
- Macaca: port. macaca, rodzaj żeński od macaco „małpa”; Palmer sugeruje że nazwa ta pochodzi od słowa Macaquo oznaczającego w Kongo makaka i zaadoptowaną przez Buffona w 1766 roku[19].
- assamensis: Assam, Indie[20].
- pelops: gr. πηλος pēlos „glina, muł”; ωψ ōps, ωπος ōpos „wygląd, oblicze”[2].

## Zasięg występowania
Makak brodaty występuje w zależności od podgatunku:
- M. assamensis assamensis – makak brodaty – południowa i południowo-wschodnia Azja, na wysokości 200–2750 m n.p.m., na wschód od wielkiego zakola rzeki Brahmaputra, w południowo-środkowej Chińskiej Republice Ludowej (południowo-wschodni Tybetański Region Autonomiczny, południowo-zachodni Junnan, Kuejczou i południowo-zachodni Kuangsi), północno-wschodnie Indie (wschodnie Arunachal Pradesh, wschodni Asam, Nagaland, Meghalaya, Manipur, Mizoram i Tripura), na południe i wschód przez północną i wschodnią Mjanmę, północną i zachodnią Tajlandię, Laos i północny Wietnam.
- M. assamensis pelops – makak nepalski – Himalaje do 3100 m n.p.m., od centralnego Nepalu (zachodnia granica Tipling, 83°36’E) na wschód przez północno-wschodnie Indie (północny Bengal Zachodni, Sikkim i zachodni Asam) i Bhutan (wschodnia granica rzeki Manas-czʽu, 90°58’E) oraz z bardzo rozbieżnymi zapisami tego, co może stanowić relikt geograficzny, w przybrzeżnym południowo-zachodnim Bangladeszu (Sundarbany).

## Morfologia
Długość ciała (bez ogona) samic 43,7–58,7 cm, samców 53,2–73 cm, długość ogona samic 17–29,3 cm, samców 19–36 cm; masa ciała samic 4,9–8,7 kg, samców 7,9–16,5 kg. Zwierzę o masywnym i mocnym wyglądzie, z krótkim spłaszczonym ogonem. Sierść brązowa, gęsta na grzbiecie; modzele pośladkowe słabo zaznaczone. Niewrażliwy na zimno może chodzić w głębokim śniegu.

## Ekologia
Zamieszkują lasy górskie do wysokości 2500 m n.p.m. Tworzą duże grupy (do 100 osobników) liczące wiele samców. Żywią się przede wszystkim roślinami, ale jest wszystkożercą.

## Status
W Czerwonej księdze gatunków zagrożonych Międzynarodowej Unii Ochrony Przyrody i Jej Zasobów został zaliczony do kategorii NT (ang. near threatened ‘bliski zagrożenia’). Gatunek niezagrożony. Liczebność słabo znana.